# West Tisted
West Tisted est une paroisse civile et un village du Hampshire, en Angleterre.